# Raad van Europa

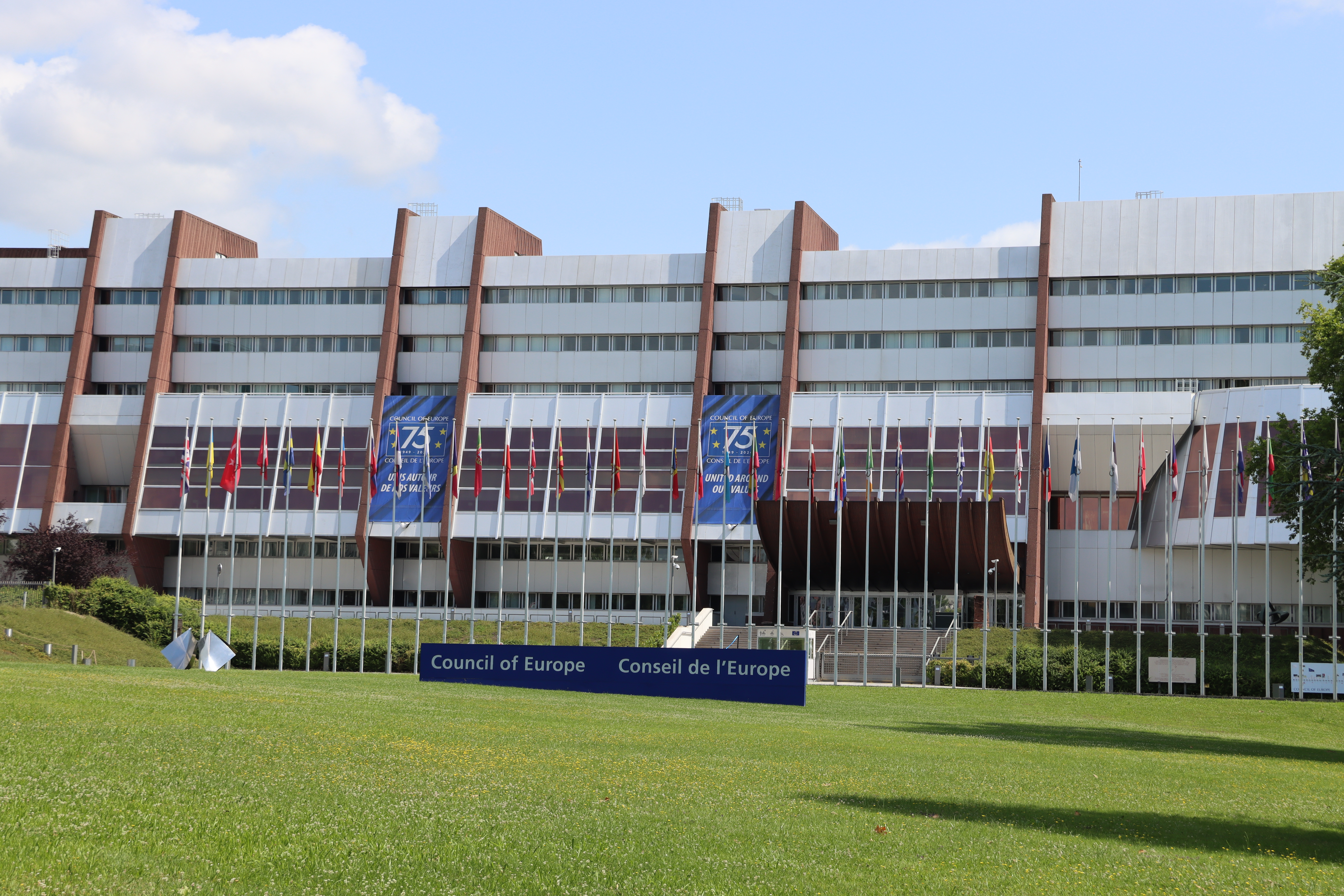
Palais de l'Europe in Straatsburg, zetel van de Raad van Europa

De Raad van Europa (Frans: Conseil de l'Europe, Engels: Council of Europe, soms afgekort als: RvE) is een internationale organisatie opgericht in 1949 door tien Europese landen met als doel de vrede in Europa te bewaren en mensenrechten, democratie en de beginselen van de rechtsstaat te beschermen en te handhaven. Directe aanleiding waren de verwoestingen die oorlogvoerende landen in de Tweede Wereldoorlog hadden aangericht op menselijk en materieel vlak en de onvoorstelbare gruweldaden van het in Duitsland democratisch gekozen nazi-regime, tegen met name Joden en ook andere bevolkingsgroepen. Schattingen van dodentallen lopen van in totaal 40 tot 85 miljoen.
De Raad werd opgericht met het Verdrag van Londen, hoofdzetel is in Straatsburg, Frankrijk. In 2023 namen er 46 staten deel met een gezamenlijke bevolking van ongeveer 675 miljoen personen. Zes niet-Europese landen, alsook Vaticaanstad zijn waarnemer bij de Raad. Er staat een jaarlijks budget van ongeveer 500 miljoen euro ter beschikking. De Raad van Europa is een officiële waarnemer van de Verenigde Naties.
De oprichtende staten van de Raad van Europa namen in 1950 het Europees Verdrag voor de Rechten van de Mens (EVRM) aan, waarmee uitvoer werd gegeven aan de Universele Verklaring van de Rechten van de Mens van de Verenigde Naties. Dit verdrag heeft in België en Nederland directe werking. Ter handhaving en uitleg van de regels is het Europees Hof voor de Rechten van de Mens opgericht. Landen die lid zijn geworden van de Raad van Europa hebben zich daarmee verbonden aan de regels van het Verdrag en de Rechtspraak van het Hof.
De twee organen van de Raad zijn het Comité van Ministers, waar de minister van Buitenlandse Zaken van elke lidstaat aan deelneemt, en de Parlementaire Vergadering van de Raad van Europa (PACE), die is samengesteld uit leden van de nationale parlementen van elke lidstaat. De Commissaris voor de Mensenrechten is een instelling binnen de Raad van Europa met als opdracht het bewustzijn van en het respect voor de mensenrechten binnen de lidstaten te bevorderen. De secretaris-generaal zit het secretariaat van de organisatie voor. Andere belangrijke RvE-organen zijn onder meer het Europees Directoraat voor de Kwaliteit van Geneesmiddelen en Gezondheidszorg (EDQM) en het Europees Audiovisueel Observatorium.
De Raad voert het Engels en Frans als de twee officiële talen. Het Comité van Ministers, de PACE en het Congres van de Raad van Europa gebruiken voor een deel van hun werk ook het Duits en het Italiaans.
Het tekenen van de andere verdragen die binnen het kader van de RvE tot stand kwamen of tot stand zullen komen is vrij, hier gelden louter de regels van het internationaal verdragsrecht. In totaal omvatte het verdragssysteem van de Raad van Europa begin 2018 ruim 220 verdragen, deelakkoorden, conventies en protocollen, waarvan sommige ook open staan voor niet-Europese landen, met als belangrijkste het EVRM.
De Raad van Europa staat los van de Europese Unie (EU), maar voorwaarde om lid te worden van de Unie is wel het lidmaatschap van de Raad. Verder heeft de EU de oorspronkelijke Europese vlag overgenomen die in 1955 was ontworpen voor de Raad van Europa, evenals het Europese volkslied. Hoewel de Raad van Europa met zijn 46 leden dezelfde vlag voert en dezelfde hymne kent, verschilt deze organisatie van de Europese Unie met haar 27 leden (zie Verschil met andere internationale organisaties in Europa hieronder).

## Totstandkoming

### Vrede bewaren na de Tweede Wereldoorlog (1949)
Omdat de Tweede Wereldoorlog 41 miljoen doden in Europa maakte en de Holocaust door de nazi's een ongekend dieptepunt inzake mensenrechten betekende, wilde men na de oorlog Europa één maken met gemeenschappelijke instellingen.
- Een van de startpunten was een rede van de Britse ex-regeringsleider Winston Churchill voor de universiteit van Zürich (19 september 1946) waarin hij opriep tot een Verenigde Staten van Europa op model van Zwitserland via een Raad van Europa. Het Amerikaans Comité voor een Verenigd Europa of ACUE (23 april 1948) stuurde hiervoor aan op een Congres in Den Haag, gehouden onder voorzitterschap van Churchill (7-10 mei 1948, meer dan 1.000 deelnemers uit 20 landen).
- De Koude Oorlog en de Britse dekolonisatie kwamen evenwel tussenbeide. De Sovjet-Unie deed in haar bezettingszone de staten Polen en Bulgarije (1 januari 1945 en 18 november 1945), Roemenië (1 december 1946) Hongarije (31 augustus 1947) en Tsjecho-Slowakije (20 februari 1948) tot het communisme overgaan, waardoor het Oostblok ontstond. De Verenigde Staten wilden West-Europa één maken om er de democratie en de markteconomie te kunnen beschermen tegen de Sovjet-Unie. Ook wilden ze het communisme in Italië en in Frankrijk tegengaan door West-Europa economisch aan te zwengelen met de Marshallhulp (5 juni 1947). De VS deden de West-Europeanen de OEES of Organisatie voor Economische Samenwerking en Ontwikkeling (OESO) oprichten (16 april 1948, 1961) om die Marshallhulp te verdelen. Ze wilden die OEES tot een Europese douane-unie ontwikkelen. Maar het Verenigd Koninkrijk opponeerde dit. De Britten waren immers formeel een overwinnaar van de Tweede Wereldoorlog maar niet langer een grootmacht toen ze zich, financieel uitgeput, in Griekenland door de VS (februari 1947) en in Palestina door de Verenigde Naties (februari 1947) lieten vervangen, en India en Pakistan de onafhankelijkheid (15 augustus 1947) verleenden, wat het einde van het Britse Rijk inluidde. Ze wilden daarop niet nog eens soevereiniteit afstaan aan vormen van Europese samenwerking. Ze maakten dat tegenover de VS goed door de Noord-Atlantische Verdragsorganisatie (of NAVO) op te richten (4 april 1949). Verder dan die militaire samenwerking wilden ze echter niet gaan. Het ACUE van zijn kant zou de latere Europese Gemeenschap voor Kolen en Staal (EGKS) en de nog latere Europese Economische Gemeenschap (EEG) met onder andere CIA-geld ondersteunen, en ook pogen het Verenigd Koninkrijk er alsnog binnen te krijgen.
- De Koude Oorlog en de Blokkade van Berlijn (24 juni 1948-12 mei 1949) maakten inmiddels dat het militaire Pact van Brussel (Verenigd Koninkrijk, Frankrijk, drie Benelux-landen) besloot een Raad van Europa op te richten (28 januari 1949), wat de vijf Pactleden gezamenlijk met Italië, Ierland en de drie Scandinavische landen deden door middel van het Verdrag van Londen (5 mei 1949). Omdat het Congres van Den Haag voorstanders kende van enerzijds een regeringssamenwerking en anderzijds van een louter parlementair overleg, werden beide opties in die RvE verenigd door de oprichting aldaar van zowel een Ministercomité als een Parlementaire Vergadering. En rond dit tweeledige model werden ook de NAVO, de EGKS / EEG / EG / EU en de Organisatie voor Veiligheid en Samenwerking in Europa (OVSE) gestructureerd. Frankrijk, België en Italië wilden een federale samenwerking, maar dat ging Ierland, de drie Scandinavische landen en vooral de Britten te ver. Daarom gaven de RvE-lidstaten aanvankelijk geen enkele soevereiniteit prijs. Pas met de oprichting van het Europees Hof voor de Rechten van de Mens (EHRM, 1959) deden ze dat ietwat.
- Waar de Europese samenwerking een internationaal beslissingsorgaan met meerderheidsstemmingen inhield, deden de Britten aanvankelijk niet mee, zoals met de EGKS (18 april 1951) of met de EEG (25 maart 1957), tegen welke ze zelfs de Europese Vrijhandelsassociatie of EVA oprichtten (4 januari 1960). Pas later (juli 1961) wilden ze tot de EEG toetreden, wat hen twaalf jaar later lukte. Toch bleven ze altijd weigerachtig staan tegenover soevereiniteitsafstand. Frankrijk, Italië, West-Duitsland en de drie Benelux-landen daarentegen verwezenlijkten inmiddels die federale samenwerking die ze beoogden in de EGKS en in de EEG. Het resultaat was dat wat de RvE betrof op die vrijblijvende, tussenstaatse samenwerking niet meer werd teruggekomen, uitgezonderd het Europees Hof voor de Rechten van de Mens in 1959 en zijn bevoegdheidsuitbreiding in 1998. De Britse terughoudendheid om soevereiniteit af te staan had op de RvE een blijvende stempel gedrukt.

### Europees Verdrag voor de Rechten van de Mens, Hof van Justitie (1950)
De RvE sloot vrijwel direct aan het begin het EVRM (4 november 1950) dat drie jaar later in werking trad (3 november 1953). Hiermee werd uitvoering gegeven aan de Universele Verklaring van de Rechten van de Mens van de Verenigde naties. Negen jaar later werd hier een Europees Hof voor de Rechten van de Mens (EHRM) aan toegevoegd (15 september 1959). Het EVRM bestaat uit Sectie I met daarin de rechten zelf (Art. 2 t/m 18), Sectie II met daarin het EHRM en diens werking (Art. 19 t/m 51) en Sectie III met de slotbepalingen (Art. 52 t/m 59). Artikel 1 verplicht zowel de wetgevende, de uitvoerende als de rechterlijke macht van de RvE-lidstaten om onderstaande rechten te eerbiedigen. Er werden na verloop van tijd aan het EVRM ook veertien protocollen toegevoegd.
- Sectie I bevat het recht op leven (art. 2), op vrijheid en veiligheid (art. 5), op een eerlijk proces (art. 6), op privacy (art. 8), op vrijheid van gedachte, geweten en godsdienst (art. 9), op vrijheid van meningsuiting (art. 10), op vrijheid van vereniging en vergadering (art. 11), op huwelijk (art. 12), op daadwerkelijk rechtsmiddel (art. 13), alsook het verbod op martelen (art. 3), op slavernij en dwangarbeid (art. 4), op straf zonder wet (art. 7) en op discriminatie (art. 14), terwijl de overige artikels uitzonderingen (art. 15), beperkingen voor vreemdelingen (art. 16), het verbod op rechtsmisbruik (art. 17) en toegelaten beperkingen (art. 18) omschrijven. Ieder artikel bevat ook bepalingen die het betrokken recht inperken. Zo verbood artikel 1 de gerechtelijke doodstraf niet, terwijl artikel 12 niet het homohuwelijk omvatte.
- De protocollen die het EVRM aanvulden met nieuwe rechten moeten niét door alle RvE-lidstaten ondertekend en bekrachtigd worden. Protocol 1 (eigendom, opvoeding, verkiezingen), protocol 4 (celstraf, bewegingsvrijheid, uitwijzing), protocol 6 (afschaffing doodstraf in vredestijd), protocol 7 (rechtsprocedures), protocol 12 (discriminatie) en protocol 13 (volledige afschaffing doodstraf) bevinden zich in dat geval. Dat nieuwe RvE-lidstaten de doodstraf volledig moeten afschaffen kan dus scheeftrekkingen veroorzaken, want bestaande RvE-lidstaten zoals Rusland bekrachtigden protocol 6 niet, en Armenië, Letland en Polen protocol 13 niet, terwijl Rusland en Azerbeidzjan protocol 13 niet tekenden.
- Sectie II omschrijft de werking van het EHRM. De protocollen die eraan toegevoegd werden veranderden het oorspronkelijke EVRM en moesten daarom door alle RvE-leden bekrachtigd worden. Het betrof protocol 11 dat het nieuwe EHRM van 1998 oprichtte, en daarmee de protocollen 2, 3, 5, 8, 9 en 10 in verband met het EHRM ophief, alsook protocol 14 dat de werking van het EHRM verder verbeterde.
- Sectie III bepaalt in artikel 53 dat het EVRM inzake mensenrechten een minimum is en dat de RvE-lidstaten hier ieder op eigen houtje verder in kunnen gaan.

### West-Europese leden ten tijde van de Koude Oorlog (1949-1989)
De RvE werd te Londen (5 mei 1949) opgericht door tien staten: het Verenigd Koninkrijk, Frankrijk, Italië en Ierland, de drie Benelux-landen en de drie Scandinavische landen. Kort daarna werden ook Griekenland en Turkije lid (9 augustus 1949), gevolgd door IJsland (9 maart 1950) en de Bondsrepubliek Duitsland (13 juli 1950; op 31 december 1956 herenigd met het Bundesland geworden Saarland, dat sinds 13 juli 1950 geassocieerd lid was geweest; later herenigd met de toenmalige DDR, die nooit als dusdanig toetrad).
- Het lidmaatschap staat uitsluitend open voor Europese staten, maar ook Turkije wordt als Europees aanvaard omdat het over Europees grondgebied beschikt (in Thrakië, op de Balkan; 11% van de bevolking dankzij wereldstad Istanboel), zelfs indien het voor 97% in Aziatische Anatolië ligt. Dat de Verenigde Staten Turkije als een onmisbare bondgenoot tegen de Sovjet-Unie beschouwden hielp ook. Let wel dat andere leden reeds niet-Europees overzees grondgebied hadden ingebracht, waaronder later vooral Denemarken met Groenland en Frankrijk met Frans-Guyana zullen opvallen.
- Oostenrijk trad toe tot de RvE op 16 april 1956, kort nadat zijn soevereiniteit in 1955 door de overwinnaars van WO II hersteld was.
- Israël, in Azië gesticht voor hoofdzakelijk uit Europa ingeweken joden, werd waarnemer bij de Parlementaire Vergadering van de RvE op 2 december 1957.
- In de jaren 1960 traden ook Cyprus (24 mei 1961), Zwitserland (6 mei 1963) en Malta toe (29 april 1965) toe, Cyprus en Malta het jaar na hun onafhankelijkheid.
- Toen in de jaren 1970 het Zuid-Europese fascisme instortte werden ook Portugal (22 september 1976) en Spanje (24 november 1977) lid.
- Griekenland moest zich evenwel voor de duur van zijn kolonelsbewind uit de RvE terugtrekken (12 december 1967- 28 november 1974). Leden van de RvE moeten immers de democratie, de rechtsstaat en de mensenrechten in ere houden. Daarom ook kan Vaticaanstad, een theocratie, niet toetreden. Wel werd Vaticaanstad toegelaten als waarnemer bij het Ministercomité van de RvE (7 maart 1970). De andere Europese ministaten zoals Liechtenstein (23 november 1978) en San Marino (16 november 1988) werden wel lid. En na een militaire staatsgreep werd ook Turkije in de RvE geschorst tot er opnieuw vrije verkiezingen werden gehouden (1980-1984). De RvE is een club van Europese democratieën.

### Nieuwe, Oost-Europese leden toen het Sovjet-blok verdween (1989-1999)

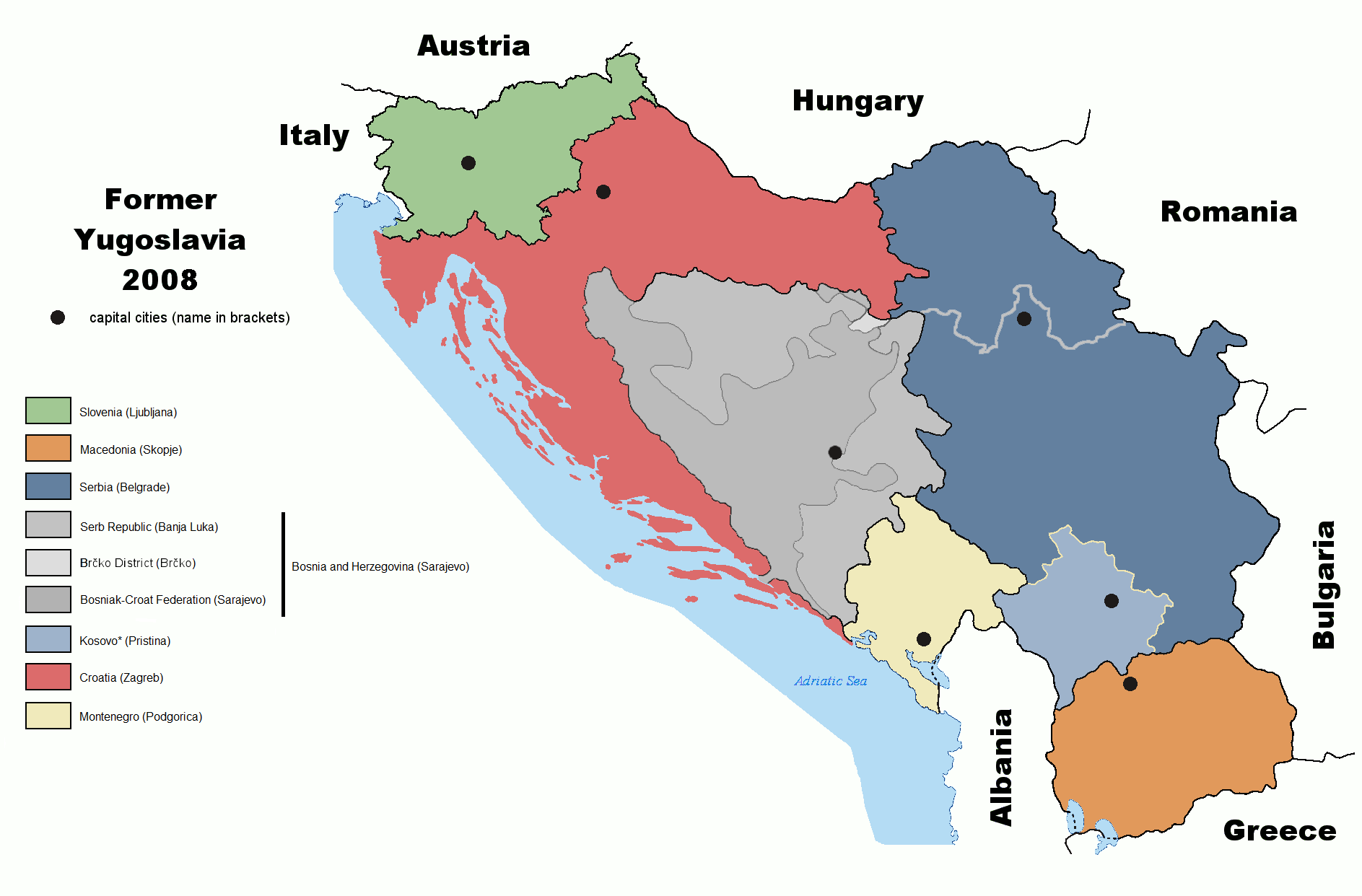
Joegoslavië valt uiteen in Slovenië (groen), Kroatië (rood), Bosnië en Herzegovina (grijs), Servië (donkerblauw), Kosovo (lichtblauw), Montenegro (geel) en Noord-Macedonië (oranje)

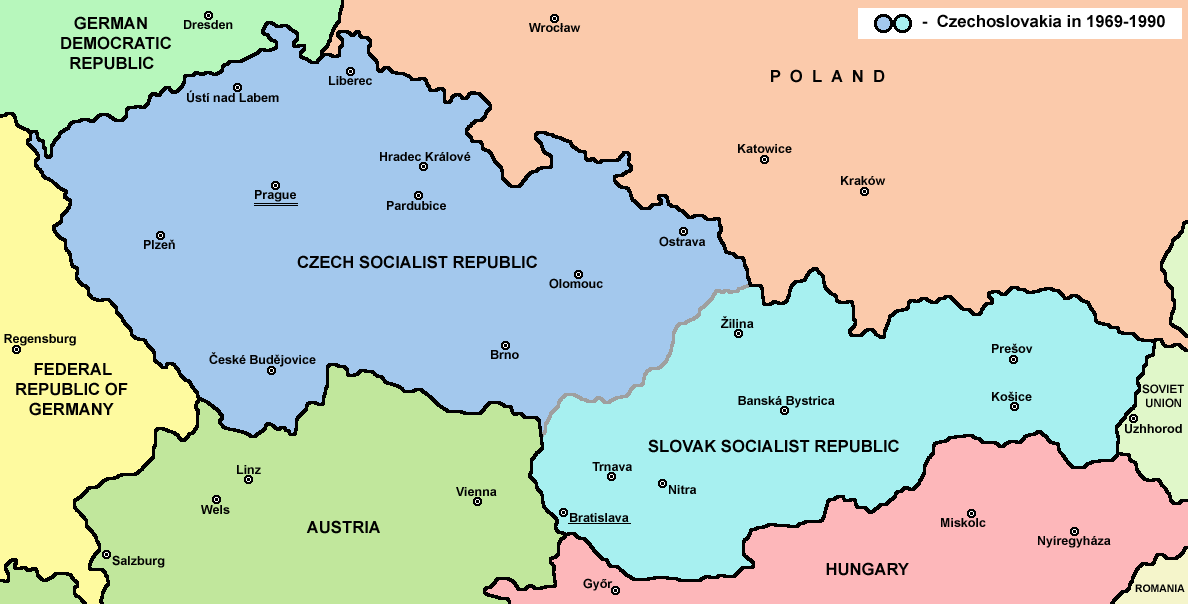
Tsjechoslowakije viel uiteen in zijn twee deelstaten, Tsjechië en Slowakije

De val van het communisme in 1989-1991 in het Oostblok en het daarmee gepaard gaande uiteenvallen van de Sovjet-Unie in vijftien onafhankelijke landen, de splitsing van Tsjecho-Slowakije en het uiteenvallen van  Joegoslavië zorgde voor veel nieuwe leden van de Raad van Europa in betrekkelijk korte tijd.
De Raad van Europa richtte daarvoor op 8 juni 1989 het statuut op van bijzondere genodigde bij de Parlementaire Vergadering. Sovjetleider Michail Gorbatsjov kwam bovendien voor de RvE zijn idee van een Europees Huis verdedigen (6 juli 1989). De Franse president François Mitterrand stelde toen een RvE-top voor. De eerste ervan ging in Wenen door (8+9 oktober 1989). En de RvE zette ook de Commissie van Venetië op (10 mei 1990) die ex-Oostblok en ex-Sovjetdeelstaten moest helpen om een democratie te vestigen. Later werden daarvoor in vele ex-Oostblok-, ex-Sovjet- en ex-Joegoslavische landen RvE-vertegenwoordigingen geopend. De val van de Berlijnse Muur (9 november 1989) sloot een heel tijdperk af.
- De eerste om in deze fase toe te treden tot de RvE was Finland (5 mei 1989), terwijl de DDR, dat nooit lid was geweest, op 3 oktober 1990 opging in de Bondsrepubliek Duitsland, dat al lid was. Vervolgens traden de ex-Oostblokstaten Hongarije (6 november 1990), Polen (26 november 1990) en Bulgarije (7 mei 1992) toe, en dan de ex-Sovjetdeelstaten Estland en Litouwen (beide 14 mei 1993), en diezelfde dag het ex-Joegoslavische Slovenië (14 mei 1993), gevolgd door Slowakije en Tsjechië (beide 30 juni 1993) Tsjecho-Slowakije was in 1991 lid geworden maar beide opvolgerstaten moesten een nieuw lidmaatschap aanvragen. Vervolgens werd ook de ex-Oostblokstaat Roemenië lid (7 oktober 1993), terwijl tussendoor ook de ministaat Andorra toetrad (10 november 1994), en dan de ex-Sovjetdeelstaat Letland (10 februari 1995), het ex-communistisch Albanië (13 juli 1995), de ex-Sovjetdeelstaat Moldavië (13 juli 1995), het ex-Joegoslavische Macedonië (9 november 1995) en diezelfde dag de ex-Sovjetdeelstaat Oekraïne (9 november 1995), met als kroon op het werk Rusland zelf (28 februari 1996), gevolgd door ex-Joegoslavisch Kroatië (6 november 1996) en de ex-Sovjetdeelstaat Georgië (27 april 1999). En nu Rusland lid was werden ook de VS, Canada en Japan waarnemers bij het Ministercomité (10 januari + 29 mei + 20 november 1996) en Canada ook bij de Parlementaire Vergadering (28 mei 1997), terwijl Mexico waarnemer bij beide werd (1 december + 4 november 1999).

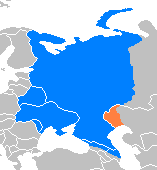
Het Europese deel van Kazachstan (oranje) in Oost-Europa (blauw)

- Merk op dat nu ook Rusland, dat met Siberië voor 59% in Azië ligt, lid werd. Let wel dat overzeese gebieden die zelfstandigheid genieten het interne recht kunnen hebben om zich te onttrekken aan de werking van de RvE, wat de RvE aanvaardt. Maar dit gebeurde niet, zodat Siberië, Frans-Guyana en Groenland wel degelijk RvE-territorium zijn. En omdat de grens tussen Europa en Azië het Oeralgebergte en daaronder de Oeralrivier is, bevindt zo’n 5% van Kazachstan dat ten westen van die Oeralrivier ligt zich eveneens in Europa, zodat ook Kazachstan kan toetreden. Toch vroeg Kazachstan in 1999 slechts een waarnemersstatuut aan, waarop de Parlementaire Vergadering van de RvE antwoordde dat Kazachstan volwaardig lid kon worden, aangezien het deels in Europa ligt, maar dat zijn deficit inzake democratie en mensenrechten dit verhinderde. Dat was in 2011 nog steeds het geval. Om diezelfde reden werd Wit-Rusland, dat het statuut van bijzondere genodigde genoot (16 september 1992-13 januari 1997) en zijn kandidatuur stelde (1 maart 1993) door de Parlementaire Vergadering als genodigde geschorst en als lid geweigerd, wat eveneens aanhield tot op heden.

### Tot aan en over de grenzen van Europa (2000-nu)
- Op 25 januari 2001 werden ook de voormalige Sovjetrepublieken Armenië en Azerbeidzjan lid. Georgië was dat al sinds 1999. Deze drie Zuidelijke Kaukasus-landen liggen weliswaar geheel of voor het grootste deel in Azië,[5] zij worden in politieke of culturele zin tot Europa gerekend. Armenië en Georgië worden door hun diepe banden met de Europese cultuur en hun vroeg-christelijke oriëntatie als Europees gezien. Daarop werd ook het overwegend islamitische Azerbeidzjan beschouwd als Europees en toegelaten tot de Raad van Europa. Ook de vroegere Joegoslavische deelstaat Bosnië-Herzegovina werd lid (24 april 2002), gevolgd door Servië (3 april 2003) en de ministaat Monaco (5 oktober 2004) alsook door Montenegro (11 mei 2007) omdat dit na zijn afscheiding van Servië terug op eigen houtje moest toetreden. Marokko werd waarnemer bij de Parlementaire Vergadering (21 juni 2011).

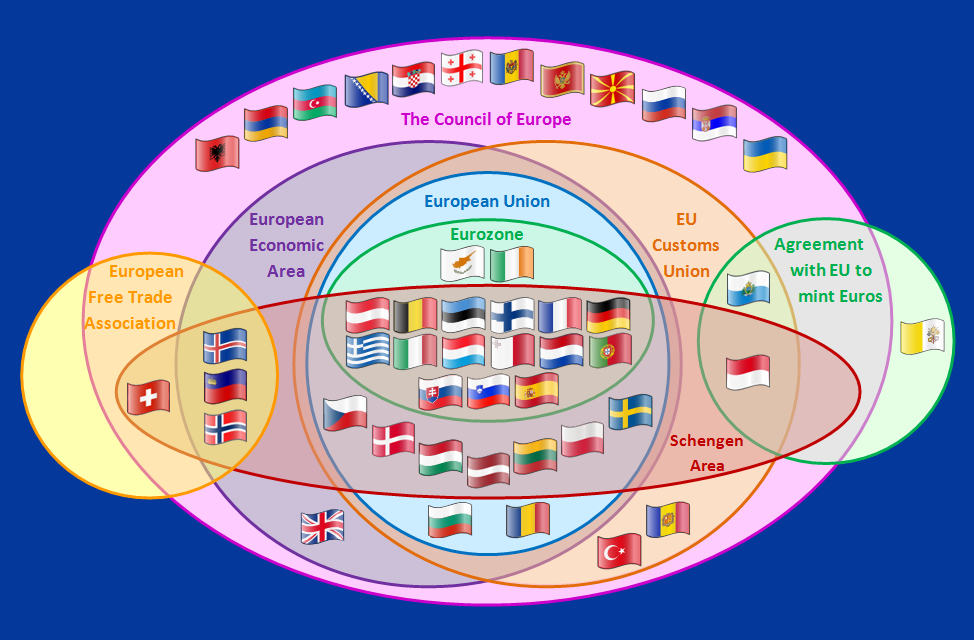
Van de louter Europese organisaties omvat de RvE de meeste leden. België en Nederland vormen met dertien andere staten de kerngroep van Europa’s eenmaking.

- De Russische invasie van Oekraïne in 2022 maakte een einde aan Ruslands lidmaatschap van de Raad van Europa. Het Ministercomité schorste op 25 februari het Russische stemrecht en startte de uitzettingsprocedure. Op 15 maart nam de Parlementaire Vergadering een unanieme opinie aan om Rusland uit de Raad van Europa te zetten, terwijl het land zelf tegelijk meedeelde uit te treden.[6] De volgende dag besloot het Ministercomité van de Raad van Europa om Rusland uit te sluiten.[7]

## Doelstellingen en toetredingscriteria
De Raad van Europa wil Europa's eenmaking bevorderen door
- het zekerstellen van de democratie, de rechtsstaat en de mensenrechten in Europa, onder andere door de verplichte aanvaarding van het Europees mensenrechtenverdrag en het Europees folterverdrag en de desbetreffende werking van het Europees Hof voor de Rechten van de Mens of EHRM, wat een gemeenschappelijke juridische ruimte schept
- het vrij sluiten van verdragen tussen de RvE-lidstaten over vraagstukken die alle Europese maatschappijen beroeren wat de samenwerking en de socio-economische vooruitgang bevordert
- het bevorderen van Europa's culturele eenzelvigheid en verscheidenheid
- het structureren en stabiliseren van Europa's democratie, vooral in de nieuwe democratieën

Voor het lidmaatschap van de RvE gelden tegenwoordig deze vijf eisen:
- het land moet in Europa liggen (alhoewel sommige RvE-leden daar grotendeels buiten liggen)
- moet het Europees mensenrechtenverdrag van 1950 tekenen en bekrachtigen
- moet het Europees Sociaal Handvest van 1961 tekenen en bekrachtigen
- moet het Europees folterverdrag van 1987 tekenen en bekrachtigen en
- moet volledig aan de doodstraf verzaken (alhoewel de bestaande RvE-leden dat niet allen deden)

## Instellingen
Sinds de oprichting is de Raad van Europa gevestigd in Straatsburg, een stad in Frankrijk vlak bij de grens met Duitsland die in het verleden lange tijd Duits is geweest en daardoor een Paneuropees karakter heeft. Tot 1977 zetelde de Raad in het Europahuis en vanaf 1977 komt het bijeen in het Europapaleis in Straatsburg. In dit gebouw heeft het een Parlementaire Vergadering (PACE) van 318 leden (initiatiefrecht inzake conventies), een Ministercomité (dat vooral vergadert met de Bestendige Vertegenwoordigers van de 46 lidstaten en dat over de beslissingsbevoegdheden beschikt) en in dit gebouw is ook een kleine ambtenarij onder leiding van een secretaris-generaal gevestigd. In 1994 werd eveneens een Congres van Lokale en Regionale Overheden toegevoegd, met 318 vertegenwoordigers. En sinds 2003 is er een Conferentie van Internationale Niet-gouvernementele Organisaties. Beide instellingen moeten vooral de Parlementaire Vergadering ondersteunen. Naast deze sterke uitvoerende en deze vooral initiatiefnemende parlementaire macht heeft de RvE ook een gerechtelijke macht. Sinds 1959 heeft hij, eveneens in Straatsburg, immers een Europees Hof voor de Rechten van de Mens of EHRM opgezet dat toeziet op de Europese mensenrechtenconventie (EVRM) van 1950 en op de Europese Folterconventie van 1987. Sinds 2008 beschikt de Raad ook over het Agoragebouw.

### De Parlementaire Vergadering
De Parlementaire Vergadering (oorspronkelijk "Raadgevende Vergadering" genoemd) bestaat uit vertegenwoordigers die aangeduid of verkozen werden door -en uit- de nationale parlementen van de 46 lidstaten. Zowel regeringspartijen als oppositiepartijen moeten eronder voorkomen. Iedere lidstaat heeft twee tot achttien vertegenwoordigers, overeenkomstig zijn bevolkingsaantal. België en Nederland hebben er elk zeven vertegenwoordigers en zeven plaatsvervangers. De Parlementaire Vergadering komt vier maal per jaar één week lang bijeen. Ze discussieert over de actualiteit, kan aanbevelingen doen of richtlijnen geven aan het Ministercomité en ontwerpt de conventies. Ze geeft de RvE nieuwe impulsen maar heeft geen beslissingsbevoegdheid. En ze verkiest ook de secretaris-generaal, de rechters bij het EHRM en de commissaris voor de Rechten van de Mens. En de Parlementaire Vergadering oefent soms ook daarbuiten invloed uit, zoals in 2007 met haar verslag over de CIA-gevangenissen in Europa en de CIA-uitleveringen vanuit Europa, en zoals voorheen inzake het afschaffen van de doodstraf of met haar verslagen over de mensenrechtentoestand in Tsjetsjenië of in Wit-Rusland. De officiële talen zijn er het Engels en het Frans maar ook het Duits, het Italiaans en het Russisch gelden er als werktalen (Spanje verzaakte aan het Spaans).

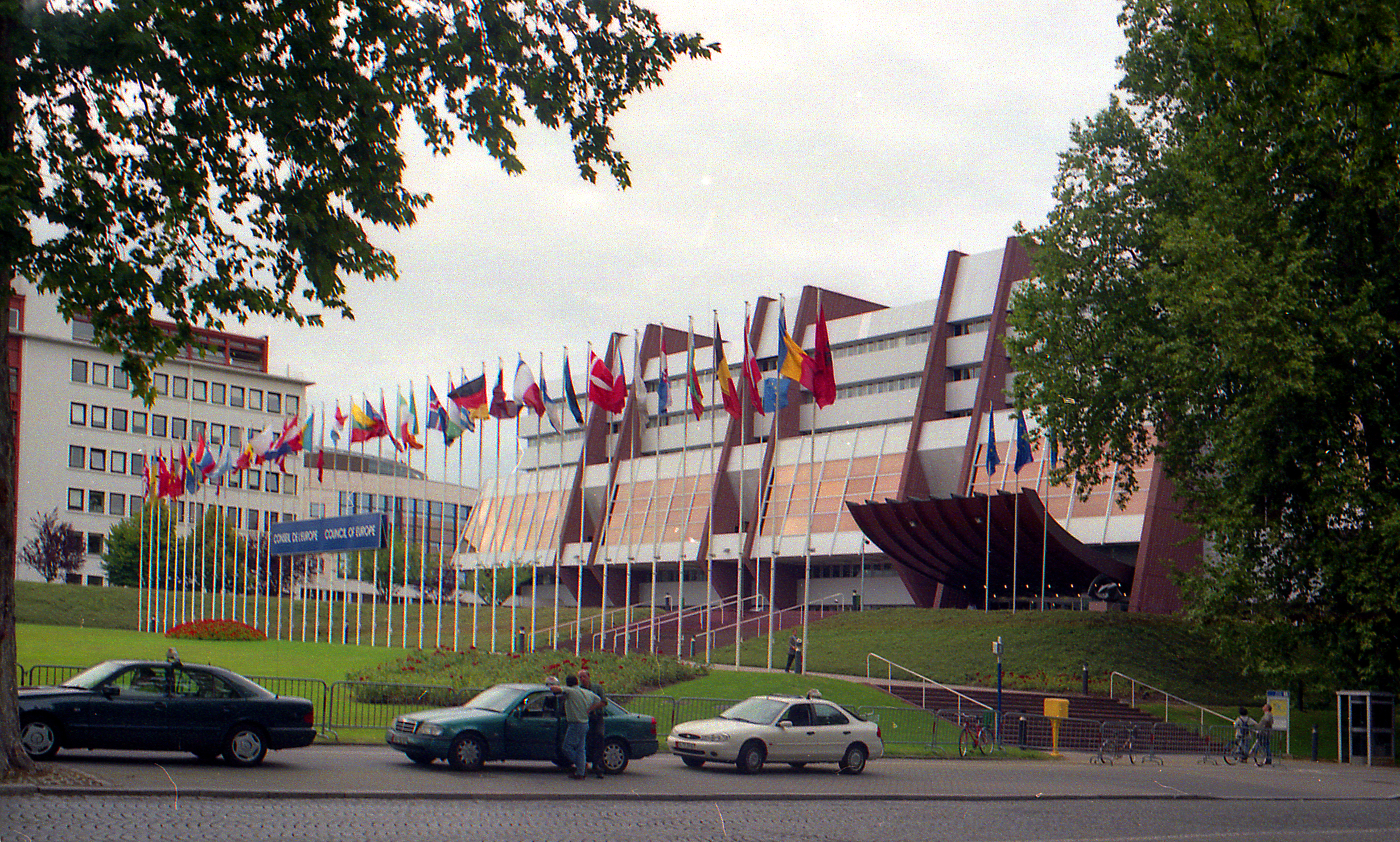
De voorgevel van het Europapaleis van de RvE te Straatsburg (Noordoost-Frankrijk)

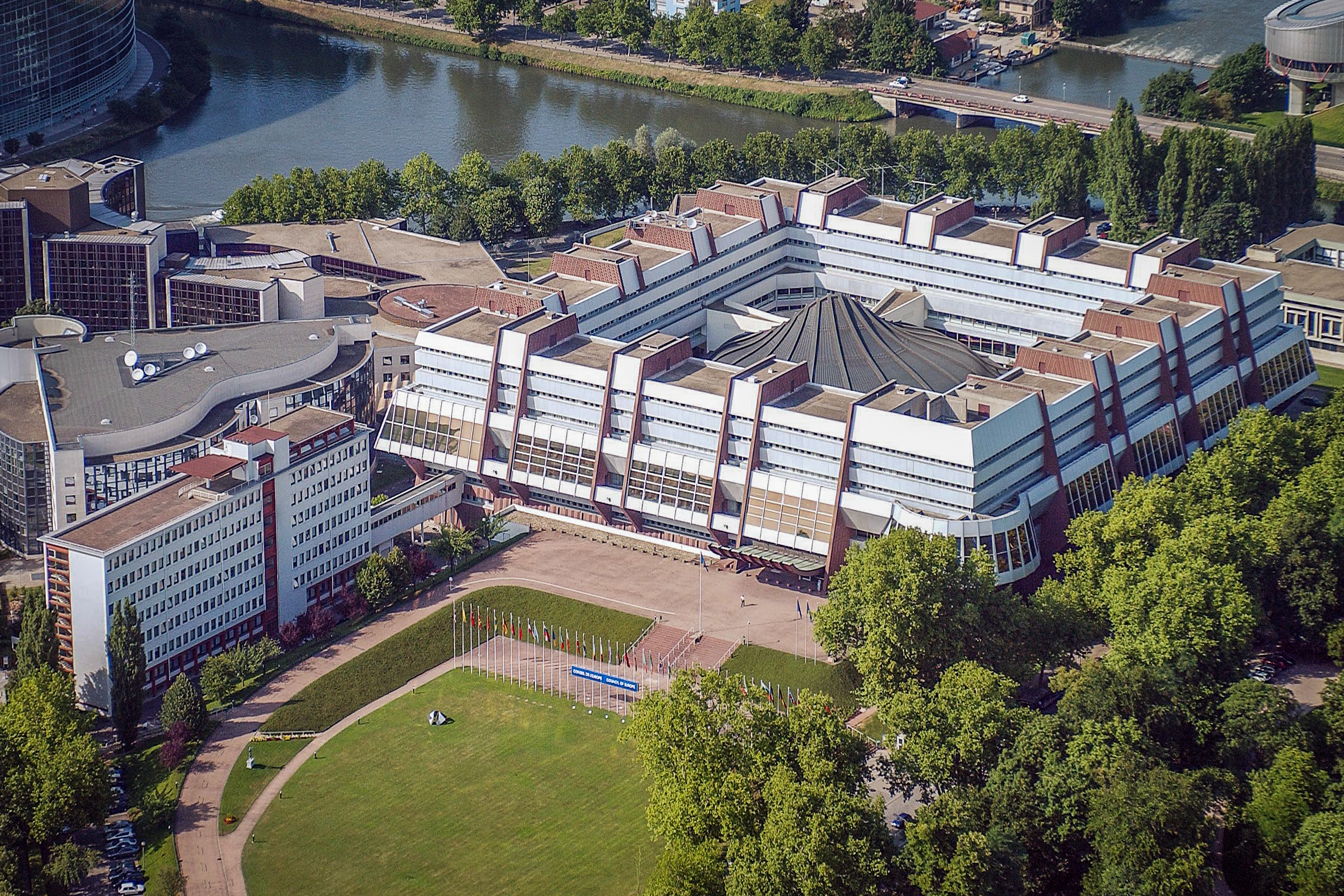
Het Europapaleis met middenin het halfrond van de Parlementaire Vergadering. Links van de trechtervormige vaarweg Straatsburg-Rijn het Europees Parlement van de EU, en in de rechterbovenhoek het EHRM

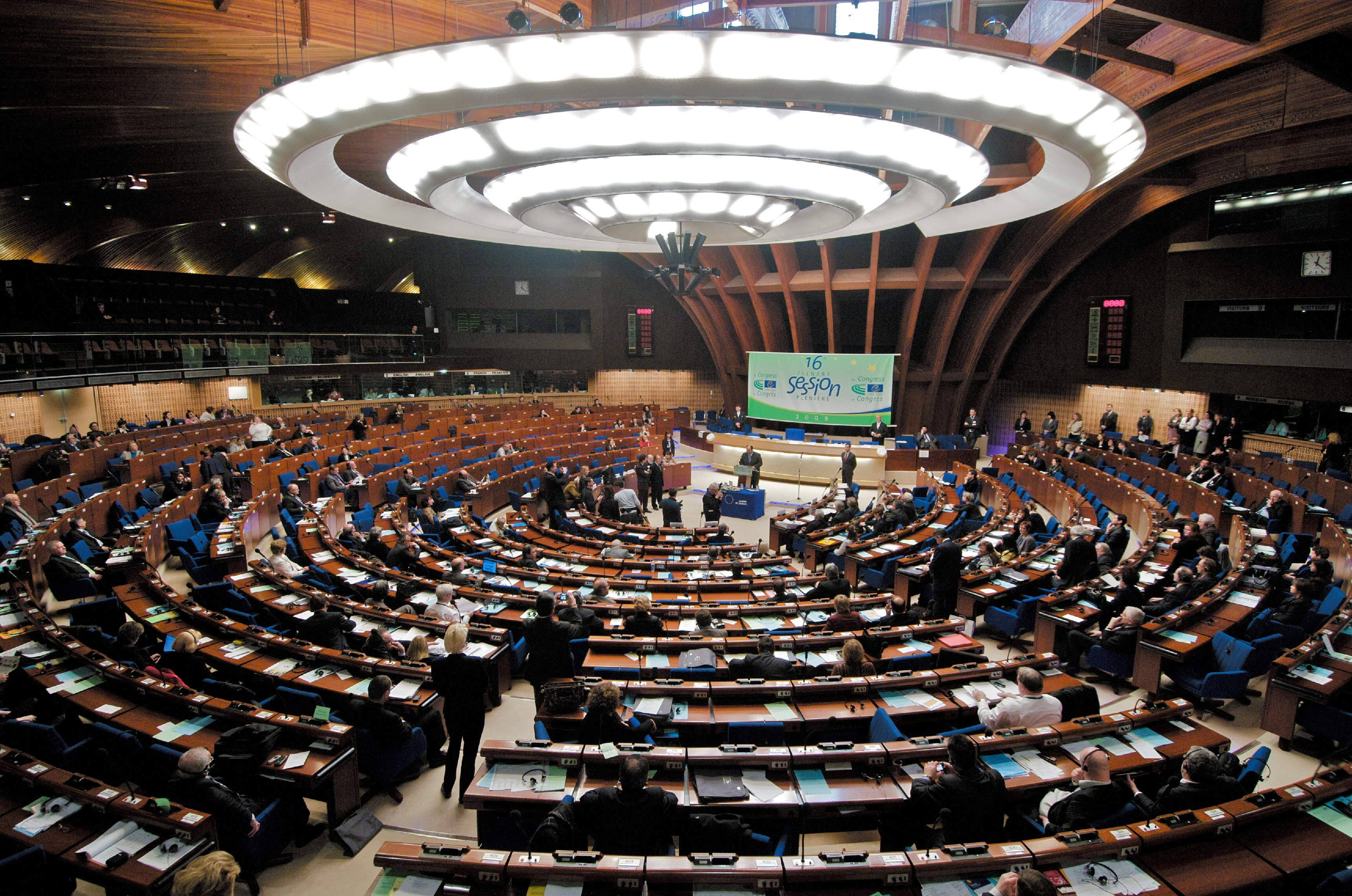
Het halfrond van de Parlementaire Vergadering binnen het Europapaleis van de RvE te Straatsburg

### Het Ministercomité
Het Comité van Ministers van de Raad van Europa bestaat uit de 46 ministers van Buitenlandse Zaken van de lidstaten en komt jaarlijks eenmalig bijeen in mei. Daarnaast wordt drie maal per jaar een Ministeriële Conferentie voor vakministers georganiseerd. De vertegenwoordigers van de ministers van Buitenlandse Zaken, de bestendige vertegenwoordigers, vergaderen daarentegen iedere week. De lidstaten hebben om beurt het voorzitterschap in handen voor zes maanden (nov-mei-nov). Daarnaast zijn er ook nog werkgroepvergaderingen voor ambtenaren uit de lidstaten. Het is het Ministercomité dat nieuwe lidstaten aanvaardt, de begroting en de conventies stemt, erover waakt dat die laatste worden uitgevoerd en dat de vonnissen van het EHRM worden toegepast. Voor alle beslissingen is eenstemmigheid vereist, uitgezonderd het aanvaarden van nieuwe leden, dat met twee derde van de stemmen gebeurt. De officiële talen zijn er het Engels en het Frans maar ook het Duits, het Italiaans en het Russisch gelden er als werktalen (Spanje verzaakte aan het Spaans).

### De secretaris-generaal
De secretaris-generaal van de Raad van Europa wordt door de Parlementaire Vergadering verkozen voor vijf jaar. Hij leidt het secretariaat van de RvE en is verantwoordelijk voor de uitvoering van de begroting waarvoor de middelen door de lidstaten worden verschaft overeenkomstig hun bevolking en hun bbp. De helft van zijn 1300 ambtenaren uit alle lidstaten werkt evenwel voor het EHRM. De werktalen zijn Engels en Frans. Sinds 1949 bekleedden drie Fransen, drie Oostenrijkers, twee Britten, één Italiaan, één Duitser, één Italiaan, één Zweed, één Noor en één Kroaat bovenvermelde functie. Sinds 2024 is een Zwitser secretaris-generaal.
- De RvE heeft kantoren in Parijs en in Brussel en heeft een waarnemersstatuut bij de VN en zo een vertegenwoordiging in New York.
- Afhankelijk van de secretaris-generaal zijn ook de RvE-voorlichtingsdiensten in Estland, Letland en Litouwen, in Polen, Tsjechië, Slowakije, Hongarije, Roemenië en Bulgarije, en in Slovenië, Noord-Macedonië en Albanië, alsook in Rusland, Oekraïne en Moldavië, en ten slotte in Georgië, Armenië en Azerbeidzjan, alsmede de RvE-kantoren in Bosnië-Herzegovina, Servië, Montenegro en Albanië, in Oekraïne en Moldavië, en in Georgië, Armenië en Azerbeidzjan (in die laatste zes landen zijn dus twee RvE-posten) en het projectkantoor in Turkije. Maar begrotingstekorten zullen vanaf 2011 dwingen tot het sluiten van veel van deze externe vestigingen.
- Onder de bevoegdheid van de secretaris-generaal vallen ook de instellingen met een bijzonder, concreet doel die opgericht worden in het kader van de RvE-deelakkoorden (partial agreements).

### Deelakkoorden
In het raamwerk van de Raad van Europa werden een reeks instellingen en organisaties opgericht met een specifiek doel, onder meer:
- de Ontwikkelingsbank van de RvE in Parijs[8]
- het Noord-Zuidcentrum van de RvE in Lissabon[9]
- het Centrum voor Moderne Talen in het Oostenrijkse Graz[10]
- het Europese Wergelandcentrum te Oslo[11]
- de Europese Jeugdcentra in Straatsburg en in Boedapest
- het Europees Directoraat voor de Kwaliteit van Geneesmiddelen en de Gezondheidszorg (EDQM of European Directorate for the Quality of Medicines, uitgever van de Europese farmacopee)[12]
- het Europees Audiovisueel Observatorium[13]
- het filmfonds Eurimages[14]
- de Pompidou-groep, het intergouvernementeel overleg voor drugsbestrijding (EMCDDA)[15]
- de Europese Commissie voor Democratie door Recht, beter bekend als de Commissie van Venetië
- de Groep van Staten tegen Corruptie (GRECO)[16]
- EUR-OPA, het samenwerkingsplatform bij rampen (European and Mediterranean Major Hazards Agreement)[17]
- het intergouvernementeel sportoverleg (Enlarged Partial Agreement on Sport, EPAS)[18]

### Het Congres van Lokale en Regionale Overheden
Het Congres van Lokale en Regionale Overheden werd opgericht in 1994 en bestaat uit vertegenwoordigers die aangeduid of verkozen werden door de nationale parlementen van de lidstaten. Ieder van de 46 lidstaten heeft twee tot achttien vertegenwoordigers, overeenkomstig het bevolkingsaantal. Ze staan voor de meer dan 200.000 verschillende lokale en regionale overheden uit de 46 lidstaten. Het Congres komt twee maal per jaar bijeen. Het bestaat uit een Kamer voor de plaatselijke overheden en een Kamer voor de gewestelijke overheden. België en Nederland hebben elk zeven vertegenwoordigers in ieder van die Kamers. Beide Kamers verkiezen een gemeenschappelijke voorzitter. Het Congres vergadert tegelijkertijd met twee van de vier jaarlijkse zittingen van de Parlementaire Vergadering. Het helpt de Parlementaire Vergadering in het versterken van de lokale en regionale democratie, vooral in de nieuwe democratieën. Zijn voornaamste werktuigen zijn de Europese Kaderconventie voor Grensoverschrijdende Samenwerking tussen Territoriale Gemeenschappen of Overheden van 1980 en het Europese Handvest voor Plaatselijk Zelfbestuur van 1985. De officiële talen zijn er het Engels en het Frans maar ook het Duits, het Italiaans en het Russisch gelden er als werktalen.

### De Conferentie van Internationale Niet-gouvernementele Organisaties
De Conferentie van Internationale Niet-gouvernementele Organisaties bestaat uit 400 ngo's en vergadert vier maal jaarlijks, tegelijkertijd met de vier zittingen van de Parlementaire Vergadering. Sinds 2003 heeft ze er een deelnemende status. Voorts draagt ze bij tot de Parlementaire Vergadering met haar deskundigheid, met haar beschouwingen over de ontwerpconventies en met haar beoordelingen over de uitvoering van de bestaande conventies. De Conferentie vormt na het Congres, het Ministercomité en de Parlementaire Vergadering de 4de zuil van de RvE. De officiële talen zijn er het Engels en het Frans maar ook het Duits, het Italiaans en het Russisch gelden er als werktalen.

### De Topbijeenkomsten
De eerste RvE-bijeenkomst van staats- en regeringshoofden vond plaats in 1989 in Wenen en leidde tot het Minderhedenverdrag van 1995 en de hervorming van het EHRM in 1998. Er waren nog RvE-toppen in 1997 in Straatsburg en in 2005 in Warschau. Deze laatste leidde tot een Memorandum van Overeenstemming tussen de RvE en de EU (23 mei 2007) waarbij de EU haar rechtsregels inzake mensenrechten op die van de RvE zou afstemmen.

### Het Europese Hof voor de Rechten van de Mens (EHRM)

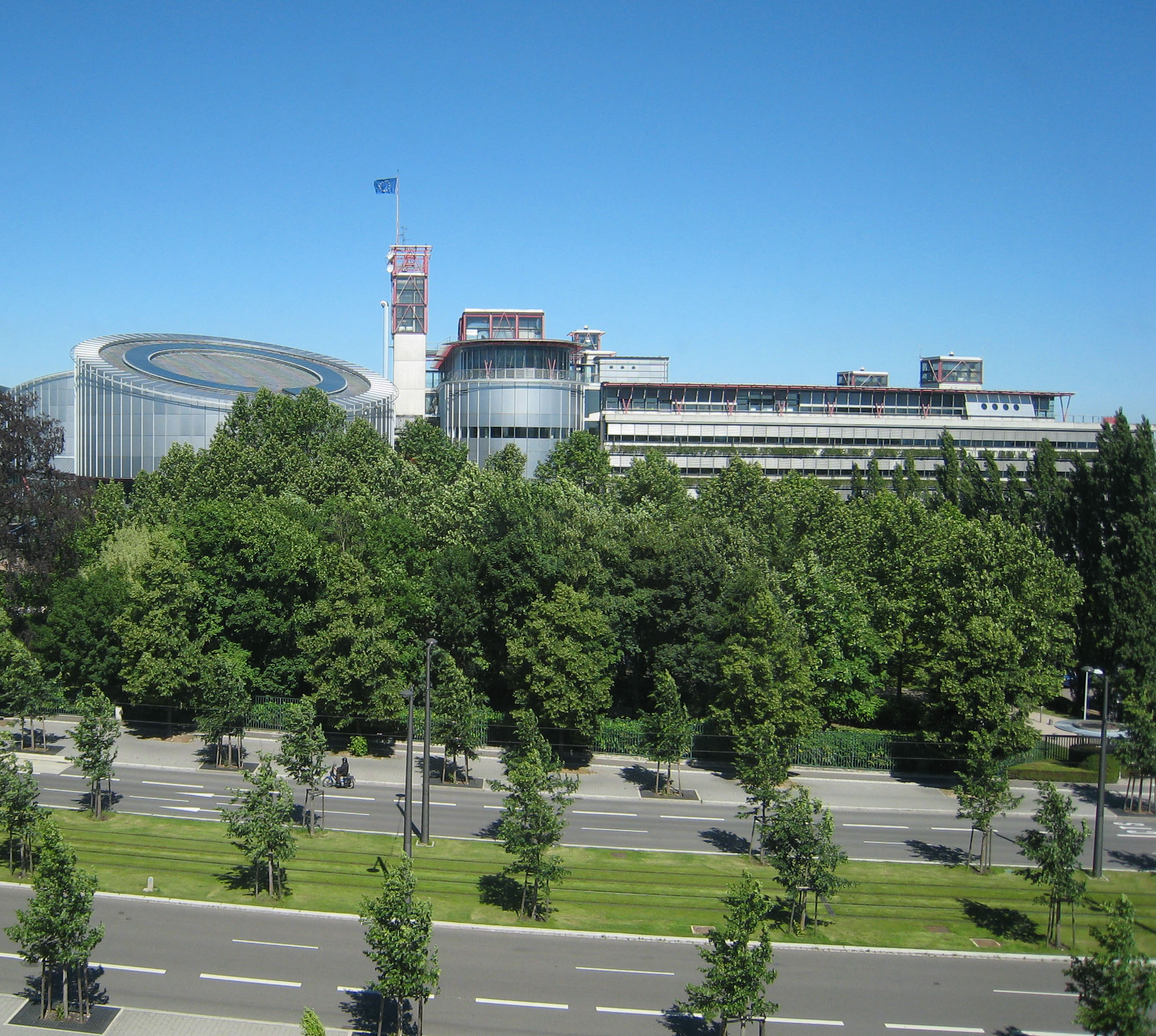
Het gebouw van het EHRM (1995) naast het Europapaleis (onzichtbaar, links van de foto)

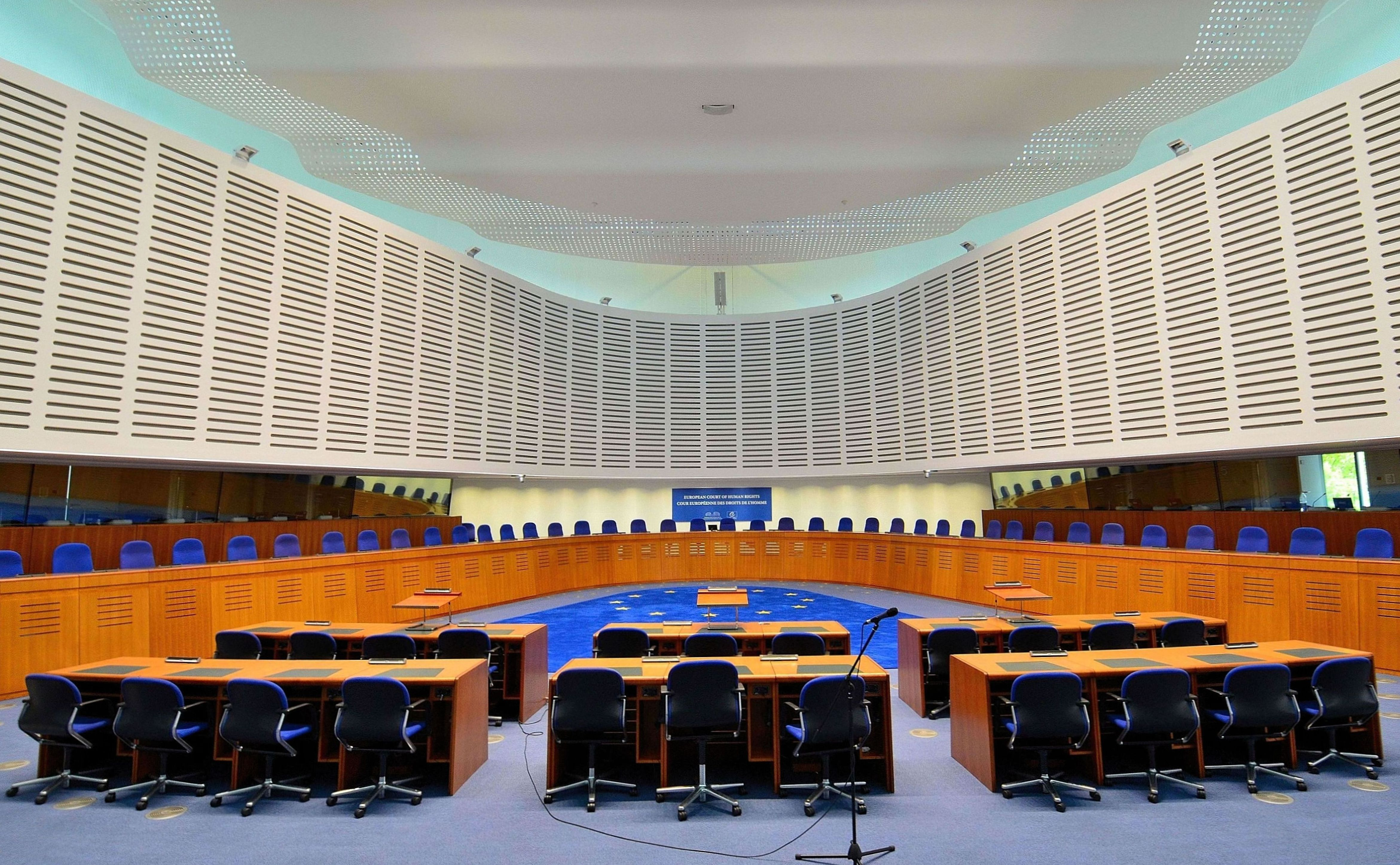
De Kleine Gerechtszaal van het EHRM

Nadat het EVRM in voege trad (3 november 1953) werd ook een EHRM opgericht (15 september 1959) om over schendingen van het EVRM en later ook over het Europese Verdrag tegen foltering en andere wrede, onmenselijke en onterende behandeling of bestraffing van 1987 gerechtelijke uitspraken te kunnen doen. Het EHRM vonnist niet over de andere RvE-verdragen. Maar de twee bovenvermelde verdragen aanvaarden is voor staten een voorwaarde om tot de RvE te mogen toetreden.
- Aanvankelijk, in 1959, besliste een Commissie of ECRM over de ontvankelijkheid van de ingediende zaken, en kon die ook doorverwijzen naar het Ministercomité die ze desnoods zelf kon behandelen. Bovendien moesten de rechters geen beroepsrechters zijn, was het EHRM geen bestendig zetelende rechtbank, en konden vooral staten klachten indienen, terwijl individuen dat slechts mochten indien hun staat hen daartoe gerechtigde. Het EHRM had in 1975 derhalve nog maar 20 vonnissen geveld. De Franse staat bijvoorbeeld wachtte tot 1981 alvorens zijn burgers het recht te verlenen hem voor het EHRM te dagen. Toch waren er in 1998 al 837 vonnissen omdat meer individuen zaken indienden.
- En het EHRM werd dat jaar hervormd (1 november 1998), de deurwachtersrol van de ECRM en van het Ministercomité verdween, de rechters moesten beroepsrechters zijn en werden verkozen door de Parlementaire Vergadering (iedere lidstaat stelt drie kandidaten voor), en alle lidstaten moesten aanvaarden dat hun burgers individueel, in groep of met een niet-gouvernementele organisatie onbeperkt zaken kunnen indienen. Alleen lokale en regionale overheden mogen geen klachten indienen. De beklaagden zijn telkenmale overheden uit de RvE-lidstaten. De impact van het EHRM steeg zo enorm. Terwijl in 1981 nog zo’n 400 zaken werden ingediend, was dat in 1990 al 5.000, in 1994 10.000, in 2002 35.000 en het jaarlijks gemiddelde bedraagt nu zo’n 40.000. Het aantal zaken dat nog op behandeling wacht steeg zo van 60.000 in 1999 tot meer dan 120.000 in 2010. Wel wordt gemiddeld 90% ervan onontvankelijk verklaard. In 2007 bijvoorbeeld werden er 1.500 vonnissen geveld en 27.100 zaken als onontvankelijk verworpen. Om wél ontvankelijk te zijn moet de klagende partij zélf slachtoffer zijn, alle nationale rechtsmiddelen uitgeput hebben (Nederland Hoge Raad of Raad van State, België Hof van Cassatie) en binnen de zes maanden de zaak indienen. Ook zaken waarbij geen betekenisvol nadeel werd geleden worden verworpen, en zaken waarover het EHRM al gelijkaardige jurisprudentie produceerde eveneens (60% van de onontvankelijkheden). Vooral individuen dienen nu zaken in, groepen en niet-gouvernementele organisaties minder, staten heel weinig. Einde 2005 had het EHRM in zijn hele bestaan al zo’n 6.000 vonnissen geveld, en dat cijfer was in 2011 al tot 12.000 opgelopen.
- Elk van de 46 lidstaten laat een rechter aanstellen. Tezamen verkiezen ze onder hen de voorzitter en de twee vicevoorzitters van het EHRM, dat is opgedeeld in vijf secties die ieder Kamers aanduiden met zeven rechters of Commissies met drie rechters of een rechter alleen. Het EHRM heeft een griffie van 600 leden, waarvan de helft juristen. Hoger beroep (binnen de drie maanden, interpretatievraagstuk of tegenstrijdigheid) is mogelijk bij een Grote Kamer van zeventien rechters, overigens vonnist het EHRM in laatste instantie. Het Hof werkt in het Engels en het Frans. Vanaf 2010 werden de rechters verkozen voor negen jaar in plaats van zes jaar en is hun mandaat niet meer hernieuwbaar. Het Hof wil zijn werkwijzen versnellen om de toevloed van zaken aan te kunnen. En het Europese Hof van Justitie van de EU te Luxemburg stemt sinds 2007 zijn vonnissen inzake mensenrechten formeel af op die van de RvE en beschouwt het EVRM als een onderdeel van het wettenstelsel van alle EU-lidstaten. Protocol 14 bij het EVRM laat de EU om toe te treden tot de RvE.
- Het EHRM doet in de eerste plaats uitspraak over het al dan niet geschonden zijn van een of meerdere mensenrechten. En het zijn staten van Zuid-en Oost-Europa die het meest veroordeeld worden, vooral Rusland en Turkije, Polen en Oekraïne, veelal vanwege de gebrekkige werking van hun gerecht. Het EHRM kan de klagers schadevergoedingen toekennen, maar kan nationale besluiten en wetten die de mensenrechten schenden niet wijzigen. Wel wordt de veroordeelde RvE-lidstaat verondersteld herhalingen te vermijden. Het EHRM kan ook voorlopige maatregelen opleggen om het desbetreffende onrecht te stoppen. Het Ministercomité (met een bijzondere meerderheid) en het EHRM zien toe op de uitvoering van de vonnissen. Maar hun enige strafmaatregel is de betrokken lidstaat door het EHRM te doen veroordelen of uit de RvE te stoten, wat een verregaande politieke beslissing is en daarom ondoelmatig lijkt. Wel kunnen de rechtbanken van de veroordeelde RvE-lidstaat weigeren een wet toe te passen die volgens het EHRM het EVRM tegenspreekt. En dat oefent druk uit en schakelt hier geleidelijk aan de wetgeving in de RvE-lidstaten gelijk, wat de bedoeling is van de RvE die zo de eenmaking van Europa wil bevorderen.

### De commissaris voor de Rechten van de Mens
Sinds 1999 heeft de RvE ook een commissaris voor de Rechten van de Mens, die door de Parlementaire Vergadering eenmalig wordt verkozen voor een termijn van zes jaar. Hij moet op de eerbied voor de mensenrechten waken, ook in de wetgeving van de 46 lidstaten, alsook de opvoeding en de bewustwording rond mensenrechten bevorderen, en mag daarvoor aanbevelingen richten tot de Parlementaire Vergadering, tot het Ministercomité en tot de lidstaten.

## Lidstaten en waarnemende staten

### Lidstaten
- Albanië
- Andorra
- Armenië
- Azerbeidzjan
- België
- Bosnië en Herzegovina
- Bulgarije
- Cyprus
- Denemarken
- Duitsland
- Estland
- Finland
- Frankrijk
- Georgië
- Griekenland
- Hongarije
- Ierland
- IJsland
- Italië
- Kroatië
- Letland
- Liechtenstein
- Litouwen
- Luxemburg
- Malta
- Moldavië
- Monaco
- Montenegro
- Nederland
- Noord-Macedonië
- Noorwegen
- Oekraïne
- Oostenrijk
- Polen
- Portugal
- Roemenië
- San Marino
- Servië
- Slovenië
- Slowakije
- Spanje
- Tsjechië
- Turkije
- Verenigd Koninkrijk
- Zweden
- Zwitserland

Van de landen op het Europese continent zijn enkel Kosovo, Kazachstan, Rusland, Vaticaanstad en Wit-Rusland geen lid.

### Waarnemende staten
- Canada
- Israël
- Japan
- Mexico
- Vaticaanstad
- Verenigde Staten

## Symbolen

De Vlag van Europa

De RvE nam in 1955 als vlag een blauwe achtergrond met twaalf gouden sterren in een cirkel, een volmaaktheidssymbool want er waren in 1955 al veertien leden van de RvE. En in 1964 werd de 5de mei (oprichtingsdag RvE 1949) als de Europese feestdag aanvaard (1985, EUs Dag van Europa is 9 mei, Schumann-verklaring in verband met EGKS 1950). En de hymne van de RvE werd in 1971 de Ode aan de Vreugde uit de negende Symfonie van Beethoven.

Logo van de Raad van Europa

- ?Logo van de Raad van Europa De EG en later de EU, met instemming van de RvE, namen in 1983 die vlag en in 1986 die hymne over. De RvE reageerde in 1999 met een eigen logo, een Europese vlag met daarin een teken dat zowel als een C of een E kan herkend worden, overeenkomstig de naam van de RvE in het Engels, Council of Europe, of in het Frans, Conseil de l’Europe.

## Verdragen

De RvE-leden (blauw) en de niet-RvE-leden uitgenodigd om de RvE-conventies te tekenen

### Meer dan 220 verdragen, 101 conventies
Er zijn in het kader van de RvE ruim tweehonderd verdragen afgesloten genummerd 1 t/m 210 (maar er zijn geen nummers 3+4+6+7+8+11 meer) en acht verdragen die een nummer met letter kregen, bijvoorbeeld 12A, in totaal dus 212 verdragen tot 11 mei 2011.
- Van die verdragen waren er 101 conventies, 76 protocollen met wijzigingen of toevoegingen aan die conventies en 27 overeenkomsten met een beperkter draagwijdte, alsook acht andere verdragen (de RvE-statuten, drie handvesten met één herziening ervan, één code met één herziening ervan en één regeling).
- Er werden 29 RvE-verdragen afgesloten in 1949 en de jaren 1950, namelijk dertien conventies of 13 C, zeven protocollen of 7 P, acht overeenkomsten of 8 O en één ander verdrag of 1 A, 40 in de jaren 1960 (15 C+10 P+4 O+2 A), 37 in de jaren 1970 (23 C+10 P+4 O), 31 in de jaren 1980 (16 C+12 P+1 O+2 A), 39 in de jaren 1990 (17 C+18 P+1 O+3 A) en 36 in de periode 2000-2011 (17 C+19 P). Grosso modo produceert de RvE dus zo’n 35 verdragen per decennium, ofwel meer dan drie verdragen per jaar, en dan vooral conventies en protocollen aan die conventies, steeds minder andere verdragen.
- Ook niet RvE-staten en niet-Europese staten kunnen zich aansluiten bij sommige RvE-conventies, zoals bij de Conventie inzake Cybermisdaad of bij de Anti-dopingconventie. Ook kunnen zij zich aansluiten bij de deelovereenkomsten en hun dienovereenkomstige instellingen, zoals de Europese Farmacopee. Het EVRM daarentegen is een gesloten verdrag waar niet-RvE-lidstaten niet kunnen meetekenen.

### Mensenrechtelijk, diplomatiek, gerechtelijk en politiek, sociaal, economisch, ecologisch en cultureel
Onder die 212 verdragen heb je de RvE-statuten (nr. 1 van 1949) en de voorrechten en onschendbaarheden van de RvE met latere wijzigingen (nummers 2, 10, 22, 28, 36 en 137), en zijn twee voornaamste en verplichte verdragen
- Het EVRM (nr. 5 van 1950) met zijn protocollen (nummers 9, 44, 45, 46, 55, 114, 117, 118, 140, 146, 155, 177, 187, 194, en 204) en
- De folterconventie (nummer 126 van 1987) met eveneens haar protocollen (nummers 151 en 152).

Bij de vrij te tekenen verdragen zijn er met betrekking tot de buitenlandse betrekkingen, tot het gerecht en tot de politieke structuren, en andere betreffende de sociale voorzorg, de economische regelingen, de milieubescherming en de cultuur.
- Diplomatiek waren er verdragen over grensoverschrijdende aangelegenheden, zoals de Conventie inzake Vestiging van 1955 en van Uitwijzing van 1957, de Conventie voor het Vredelievend Regelen van Geschillen van 1957 en de Conventie inzake Consulaire Functies van 1967, maar ook de Conventie voor het Onderdrukken van Terrorisme van 1977 en de Conventie voor het Voorkomen van Terrorisme van 2005. En ook over onschendbaarheden, over nationaliteit en dienstplicht, over personenverkeer, alsook over vluchtelingen, repatriëringen en uitleveringen werden er afspraken gemaakt.
- Gerechtelijk lijken de Anti-dopingconventie van 1989, de Conventie tegen Computermisdaden van 2001, en de Conventie voor het Optreden tegen de Mensenhandel van 2005 het belangrijkst. Er zijn ook verdragen over buitenlandse wetgeving, privacy (computergegevens) en rechtsbijstand, strafwetten en vonnissen, veroordeelden en erfenissen, schadevergoedingen en verjaringen, over verkeersongevallen en rijbewijzen, witwaspraktijken en drugshandel, supportersgeweld en omkoperij, en over vrouwenrechten, kinderrechten, adoptie, natuurlijke kinderen en het hoederecht.
- Politiek waren er verdragen over de plaatselijke en gewestelijke aangelegenheden, waarbij vooral de Richtlijnconventie voor de Grensoverschrijdende Samenwerking tussen Territoriale Gemeenschappen en Overheden van 1980 en het Europese Handvest voor Lokaal Zelfbestuur van 1985 betekenisvol lijken, evenals de Conventie voor de Deelname van Buitenlanders hieraan van 1992. Wat de bescherming van minderheden betreft, vielen vooral het Handvest voor de Regionale Talen en de Minderheidstalen (nr. 148) van 1992 en de Conventie voor de Bescherming van Nationale Minderheden (nr. 157) van 1995 op.
- Sociaal lijken vooral de Conventie voor Sociale en Geneeskundige Bijstand van 1953, het Sociale Handvest van 1961, de Code inzake Sociale Zekerheid van 1964 en de Conventie inzake Sociale Zekerheid van 1972 belangrijk, evenals de Conventie over het Wettelijke Statuut van Migrerende Arbeidskrachten van 1977. Een meer technische uitschieter hier is de Conventie voor een Europese Farmacopee (nr. 50) van 1964. Opvallend is hoeveel verdragen er over geneeskunde en geneesmiddelen werden gesloten (nummers 20, 26, 33, 38, 39, 40, 84, 89, 109, 110, 111, 129, 164, 168, 186, 195 en 203), met onder andere de Conventie inzake Mensenrechten en Biogeneeskunde van 1997.
- Economische verdragen betreffen meestal regelingen zoals inzake bedrijfsvestigingen, patenten, belastingen, schulden, arbitrage, beursverrichtingen met voorkennis, bankroet en schadevergoedingen, met veel aandacht voor de dierenbescherming in economisch verband (nummers 65, 87, 102, 103, 123, 125, 145, 170 en 193).
- Ecologisch waren er vooral de Conventie voor het Wild en het Natuurlijke Leefgebied van 1979 en de Landschapsconventie van 2000. Maar er werd onder andere ook opgetreden tegen detergenten en er werden strafwetten en schadevergoedingen voor milieuschade overeengekomen.
- Cultureel waren de Culturele Conventie van 1954, de Conventie voor het Beschermen van het Archeologische Erfgoed van 1969, de Conventie voor het Beschermen van het Bouwkundige Erfgoed van 1985 en de Europese Culturele Routes betekenisvol. Er werd ook gewerkt aan het onderling erkennen van diploma's in het onderwijs, aan studiebeurzen, aan cultureel eigendom, en aan het beschermen van films en radio- en tv-producties.
- Openbaarheid van bestuur was het onderwerp van het Verdrag inzake de toegang tot officiële documenten, dat in 2009 ter ondertekening werd geopend.[20]

Er zijn ook deelakkoorden (partial agreements) die voor welbepaalde onderwerpen leidden tot het oprichten van een gemeenschappelijke instelling, zoals onder andere, de Europese Farmacopee van 1964 en de Europese Jeugdcentra in 1967 (zie onder "Secretaris-generaal").

### Volkenrechtelijke draagwijdte
De RvE omvat zo twee volkenrechtelijke sferen. In overeenstemming met het oorspronkelijk opzet van 1949 zijn er 99 conventies met hun protocollen en 35 andere verdragen die afgesloten werden in het kader van de RvE, maar die louter onder het internationale verdragsrecht vallen. In deze eerste sfeer staan de RvE-lidstaten geen soevereiniteit af. Elke RvE-lidstaat is vrij die verdragen al dan niet te tekenen, om ze voorwaardelijk te tekenen of om ze op te zeggen. De tweede volkenrechtelijke sfeer daarentegen betreft het mensenrechten- en het folterverdrag die RvE-lidstaten verplicht moeten bekrachtigen, waarmee ze zich voor die twee verdragen onderwerpen aan het EHRM. Hier wordt wel soevereiniteit prijsgegeven. Toch blijft deze soevereiniteitsafstand beperkt, en dat niet alleen omdat het EHRM en het Ministercomité over weinig drukkingsmiddelen beschikken.
- De RvE wil zijn lidstaten immers zo veel mogelijk beschermen en hun soevereiniteit ontzien. Zo worden de klachten bijvoorbeeld onontvankelijk verklaard wanneer ze beledigend voor een RvE-lidstaat zijn. Het EHRM wil niet tussenkomen in het politieke bestel van een RvE-lidstaat en oordeelt daarom zo veel mogelijk over de zaak die voorligt en hooguit over een wet die de mensenrechten schendt, maar zo min mogelijk over het politieke systeem van een RvE-lidstaat.
- Daarom ook werd het zelfbeschikkingsrecht niet opgenomen in het EVRM, en kunnen niet-gouvernementele organisaties wél, maar overheidsorganisaties zoals gemeenten of provincies, of zoals Gemeenschappen, Gewesten of deelstaten in België, géén klacht indienen. Men wilde vermijden dat het EHRM zou gebruikt worden om de RvE-lidstaten te dwingen te centraliseren of te decentraliseren, of meer zelfstandigheid aan bepaalde groepen, gebieden of plaatsen toe te kennen. Dat het zelfbeschikkingsrecht niet voorkomt in het EVRM maakt het, althans in dat opzicht, minder omvattend dan het Handvest van de Verenigde Naties uit 1945 en het Internationaal verdrag inzake burgerrechten en politieke rechten van de VN uit 1966, beide met het zelfbeschikkingsrecht in hun Artikel 1, alhoewel ook de Universele Verklaring van de Rechten van de Mens van de VN uit 1948 het zelfbeschikkingsrecht niet vermeldde. Maar het laat het EHRM toe om uit politiek vaarwater te blijven.
- Toch moet het EHRM soms gerechtelijke uitspraken doen in zaken van de ene RvE-lidstaat tegen een andere. Zijn eerste vonnis hier (18 januari 1978) in Ierland vs. het Verenigd Koninkrijk luidde dat de Britten in Noord-Ierland het folterverbod schonden. En in Cyprus vs. Turkije werd Turkije in Noord-Cyprus schuldig bevonden (10 mei 2001) wat de verdwenen Grieks-Cyprioten, de daar nog wonende Grieks-Cyprioten, de bezittingen van de gevluchte Grieks-Cyprioten en zelfs wat de Turks-Cyprioten betrof. Ook deed het EHRM (24 februari 2005) Rusland 170.000 euro te betalen aan zes Tsjetsjenen en veroordeelde het Rusland (12 oktober 2006) voor de moord op vijf andere Tsjetsjenen. Wat de taalstrijd in België betrof werd al vroeg gevonnist (23 juli 1968) dat het opleggen van een meerderheidstaal in het schoolsysteem geen achteruitstelling inhoudt. Het EHRM wil een louter gerechtelijk orgaan inzake mensenrechten zijn en wil dat ook blijven.
- Drie landen van de Raad van Europa hebben ook de Caïro-verklaring van de mensenrechten in de islam ondertekend. Het gaat om Albanië, Azerbeidzjan en Turkije. In die verklaring staat dat de sharia leidend is als het gaat om de mensenrechten. Het Nederlandse lid van de Parlementaire Vergadering van de Raad van Europa Pieter Omtzigt vond het tegenstrijdig dat landen die lid zijn van de raad van Europa ook de Verklaring van Caïro steunen. De sharia "contrasteert duidelijk met de waarden die zijn belichaamd in het Europees Verdrag voor de rechten van de mens", oordeelde het Europees Hof voor de Rechten van de Mens in 2001. Omtzigt pleitte ervoor dat alle genoemde landen hun handtekening onder de Caïro-verklaring moeten weghalen.[21]

## Verschil met andere internationale organisaties in Europa

De 27 lidstaten van de Europese Unie of EU (donkerblauw) met de kandidaat-lidstaten (blauw) en de mogelijke lidstaten (lichtblauw)

De 30 lidstaten van de NAVO te Brussel

De 56 leden van de OVSE te Wenen (groen) en hun partners (oranje)

De 34 lidstaten van de Organisatie voor Economische Samenwerking en Ontwikkeling of OESO te Parijs

De Raad van Europa te Straatsburg verschilt van de EU te Brussel en van de NAVO te Brussel, van de OVSE te Wenen en van de OESO te Parijs. De Raad van Europa wil door conventies en daarmee door gelijklopende nationale wetgeving alsook door de rechtspraak van het Europese Hof voor de Rechten van de Mens de democratie, de rechtsstaat en de mensenrechten in Europa zekerstellen.
- Daarentegen mikt(e) de of EEG (1958-1967), de Europese Gemeenschappen of EG (1967-1993) en de Europese Unie of EU van nu te Brussel (1993) vooral op een economische vereniging van Europa, eerst met een douane-unie en een gemeenschappelijke landbouwmarkt, vervolgens met een gemeenschappelijke binnenmarkt, en dan door samengroeien inzake diplomatie en landsverdediging, ordehandhaving en gerecht, terwijl 17 van zijn 27 lidstaten zich monetair verenigden in een eurozone. En de EU kan bindende afspraken maken, daar strafmaatregelen aan koppelen en dit door middel van meerderheidsbesluiten bewerkstelligen, terwijl de Raad van Europa bijna altijd met eenstemmigheid werkt, en zijn enige sancties een gerechtelijke veroordeling of uitsluiting zijn, en dan nog alleen voor het EVRM en het folterverdrag, kortom voor twee van de 101 Raad van Europa-conventies en de 212 Raad van Europa-verdragen in het geheel. De andere Raad van Europa-verdragen vallen immers onder het internationale verdragsrecht en niet onder het EHRM.
- De Noord-Atlantische VerdragsOrganisatie (NAVO) te Brussel (1949-heden) verenigde aanvankelijk West-Europa militair onder Amerikaanse leiding, en wil tegenwoordig militair geheel Europa verenigen, zonder Rusland. 22 EU-lidstaten zijn daarvan lid, samen met Albanië, IJsland, Noorwegen, de VS, het Verenigd Koninkrijk, Canada en Turkije. Vier van de 28 EU-lidstaten zijn geen lid van de NAVO, namelijk Cyprus, Ierland, Malta en Oostenrijk.
- De OVSE te Wenen (1995-nu, CVSE 1973-1995) zoekt vrede door middel van vroeg alarm (early warning), conflictvoorkoming, conflictbeheer en post-conflictueuze wederopbouw. En ze begeeft zich op het terrein van de Raad van Europa door politieke druk ten voordele van de mensenrechten uit te oefenen en door administratieve steun voor het houden van verkiezingen of het bestrijden van de mensenhandel. Ze groepeert naast de 46 Raad van Europa-lidstaten, Vaticaanstad, Kazachstan en Wit-Rusland ook de VS en Canada, Kirgizië, Turkmenistan, Oezbekistan, Tadzjikistan en Mongolië.
- En de Organisatie voor Economische Samenwerking en Ontwikkeling of OESO te Parijs ten slotte (1961-nu, OEES 1948-‘61) verricht vooral economische studies voor 34 welvarende landen waaronder 23 EU-lidstaten, IJsland, Noorwegen, Turkije, Zwitserland, terwijl ook de VS en Canada, Australië en Nieuw-Zeeland, Japan en Zuid-Korea, Mexico, Chili en Israël er lid van zijn. Vijf van de 28 EU-lidstaten zijn geen lid van de OESO, namelijk Bulgarije, Cyprus, Kroatië, Malta en Roemenië.

Kortom in Europa verenigt de EU economisch en de NAVO militair terwijl de OVSE stabiliseert en de OESO voor Westelijk economisch overleg zorgt. De Raad van Europa daarentegen zoekt Europa te verenigen door het met de Raad van Europa-verdragen en de werking van het EHRM zowel wetgevend als gerechtelijk zo veel mogelijk gelijk te schakelen. En de Raad van Europa is samen met de EU ook de enige organisatie die louter uit Europese (of enigszins Europese) lidstaten bestaat.

## Corruptie
In april 2018 concludeerde een onafhankelijke commissie van deskundigen, bestaande uit voormalige rechters aangezwengeld door CDA-Kamerlid Pieter Omtzigt en Duits SPD-politicus Frank Schwabe, dat er sterke aanwijzingen waren voor corruptie onder verschillende (voormalige) leden van de Parlementaire Vergadering van de Raad van Europa.
Verschillende personen hadden standpunten ten gunste van Azerbeidzjan ingenomen in ruil voor donaties en geprobeerd verklaringen van mensenrechtenschendingen in Azerbeidzjan te voorkomen of te verzachten.
Genoemd werden o.a. de Spanjaard Pedro Agramunt, de voormalige voorzitter van de Parlementaire Vergadering van de Raad van Europa die tot het laatste moment probeerde te voorkomen dat er enig onderzoek naar deze corruptie werd gedaan, de Italiaan Luca Volontè, de Duitser Axel Fischer en de voormalige parlementsleden Eduard Lintner (CSU) en Karin Strenz (CDU).
De voormalige ambassadeur van Azerbeidzjan bij de Europese Unie, Arif Mammadov, vertelde The Guardian dat hij 30 miljoen euro uitdeelde voor lobbywerk bij Europese politici als vertegenwoordiger van de Azerbeidzjaanse delegatie bij de Raad van Europa.